# 佩列布羅德 (科羅斯堅區)
佩列布羅德（羅馬化：Perebrody）是烏克蘭的村落，位於該國北部日托米爾州，由科羅斯堅區負責管轄，始建於1750年，面積0.97平方公里，海拔高度201米，2001年人口73，人口密度每平方公里75.49人。